# Gary Valentine
Ne pas confondre avec le musicien de rock Gary Valentine (vrai nom: Gary Lachman)
Pour les articles homonymes, voir Valentine.
Gary Valentine est un acteur, scénariste et producteur américain né le 22 novembre 1961 à New York (État de New York, États-Unis).

## Filmographie partielle

### Comme acteur
- 1998-2007 : Un gars du Queens (série TV) : Danny Heffernan
- 1999 : The X Show (série TV) : Host (2000-2001)
- 2001 : Velocity Rules : Stunner
- 2003 : Deux en un (Stuck on You) : Wes
- 2011 : Le Sauveur d'Halloween (The Dog Who Saved Halloween) (TV) : George Bannister
- 2012 : Wrong : EMT

### Comme scénariste
- 2005 : What If? (vidéo)

### Comme producteur
- 2002 : Opinion (vidéo)